# Sikampuh
Sikampuh is een bestuurslaag in het regentschap Cilacap van de provincie Midden-Java, Indonesië. Sikampuh telt 6886 inwoners (volkstelling 2010).